# Улпан её имя
«Улпан её имя», более известный как «Улпан» (каз. Ұлпан) — роман Габита Мусрепова, написанный в 1974 году, на основе родословной хроники. Книга состоит из трех частей и двадцати четырех глав.

## Краткое содержание
Сюжет произведения основан на исторических фактах, имеющих место в казахской степи в XIX веке. 
Один из главных героев романа, Есеней — известный, влиятельный богач из рода керей-уаков, а также, бий старшего султана Чингиза. Он был человеком крупного телосложения, напоминавшим черного нара, и отличался острым языком. В юности он, будучи копейщиком, проявил храбрость в ожесточённом бою с войском Кенесары, взяв две сотни его воинов в плен. Тогда Есеней был тяжело ранен и выжил лишь благодаря русско-казахским врачам.
Однажды, когда он пас лошадей, Есеней случайно оказался на пастбище своего друга Артыкбай батыра, парализованного после сражения. Там перед ним предстала переодетая в мужчину дочь Артыкбая — Улпан. Она выигрывает Есенея в споре и заставляет его заплатить штраф за выпас лошадей на чужом пастбище. За тринадцать лет до этих событий, Есеней уже видел Улпан. Тогда он совершал намаз в доме ее отца, и маленькая смуглая девочка всё время лезла ему на шею, не давая покоя и крича: «Я катаюсь на верблюде! Папа, ты остался дома!». Сейчас же она превратилась в молодую, смелую женщину, искусно ездившую верхом и охотившуюся с соколом. Есеней влюбляется в Улпан, и несмотря на сорокалетнюю разницу в возрасте, берет ее второй женой. Двое единственных детей Есенея умерли давно от оспы. Ему уже за пятьдесят, и он мечтал оставить после себя потомство.
Через девять лет брака Есеней умирает. Улпан же становится мудрой предводительницей рода керей-уаков. Её имя становится известным по всему Торгайскому уезду наряду с именем Есенея. Свою единственную дочь Бижикен от него она выдает замуж за джигита по имени Торсан. Бижикен, однако, умирает во время беременности.
После смерти жены Торсан начинает тратить имущество Есенея, ссориться с близкими родами и не учитывает мнения Улпан. Не выдержав унижения, она проклинает его словами: «Пусть унижение, которое ты мне оказал, постигнет и тебя». Выпив ночью яд, она умирает. Старший сын Торсана по имени Шокан, не выдержав злодеяний своего отца, кончает с собой. После смерти Улпан ее семидесятипятилетний дедушка со стороны матери Сырым-батыр в сопровождении певцов, музыкантов, домбристов, борцов и всадников, пригоняет к Сырдарье табун жеребцов, чтобы оплакать Улпан и устроить поминки. Через двадцать пять лет после этого (около 1906 года), во время строительства железной дороги Оренбург-Ташкент,  железнодорожная станция, на берегу озера, где проходили ее поминки, была названа «Улпан» (станция после города Шалкар).
В 1920 году уже при советской власти Торсан умирает, а его дети сбиваются с пути и семья Торсана распадается. 
Особенностью романа является обширное описание особенностей и обычаев казахского аула XIX века: угона скота, сватовства, земельных спорах между родами, противоречиях между богатыми и бедными, а также, вдовьей участи.

## Персонажи произведения
- Улпан — предводительница рода керей-уаков, красноречивый оратор, общественный деятель[2]. Будучи первым и единственным ребенком своих родителей, Улпан росла в свободе и одевалась по-мужски. Улпан вырастает красноречивой, веселой, умной и смелой девушкой. В романе изображены такие ее качества, как человечность, честность, нравственность, чистота, ум, здравый смысл, проницательность и тактичность. Управляя родом, Улпан показывает себя как щедрая и гуманная женщина, протягивая руку помощи беднякам рода Сибан.
- Есеней — предводитель рода керей-уаков, а также, бий султана Чингиза. Его слава возросла, когда он в течение пяти лет спасал род от войск Кенесары. Есеней был одним из богатых и строгих биев. Поскольку всю жизнь он проводит на лошади на свежем воздухе, имел мускулистое тело. Хоть Есеней и был религиозным человеком, но когда-то он был тираном и самодуром.
- Туркмен-Мусреп — надежный спутник Есенея. Он играет на сыбызгы, исполняя кюи «Бозінген», «Боз мұнай», «Сүйір батыр», «Алқа көл» и «Алғашқым». Любит хороших лошадей и красивую одежду. Носит гвоздику в карманах. Аккуратно подстригает бороду и усы. Любит Улпан, как родную сестру. Всегда помогает ей и шутит.
- Охотник Мусреп — один из друзей Есенея. Умелый, меткий охотник.
- Шынар — любимая жена Туркмен-Мусрепа. Дочь сапожника. Стройная женщина с тонкой талией и рыжими волосами. Проявляет себя как светлый, скромный и гуманный человек.
- Артыкбай и Несибели — родители Улпан.
- Бижикен (Бибиджихан) — дочь Есенея и Улпан.
- Телемис — отец Торсана. Переводчик.
- Байдалы бий, Токай бий, Кузембай бий, Отемис бий — бии деревни.
- Хусайнгази — мулла.
- Иманалы  — младший брат Есенея. Никчемный клеветник и негодяй. Не способен ни нормально говорить, ни поддерживать. Когда выходит на охоту, то только шумит и отпугивает зверя. Все трое сыновей Иманалы пошли в него.
- Айтолкын — жена  Иманалы. Высокая, высокомерная, нахальная женщина. Любит всех критиковать.
- Торсан — муж Бижикен. Высокий, молодой человек с «телом казаха и глазами кавказца». Окончил русскую начальную школу. Сначала предстает, как мягкий, эрудированный и рассудительный парень. После смерти жены тратит имущество покойного тестя, портит отношения с дружественными родами и ни во что не ставит свою тещу, Улпан, в итоге загнав ее в могилу.